# Hernan Borja
Hernan Anthony „Chico“ Borja (* 24. August 1959 in Quito, Ecuador; † 25. Januar 2021 in Plantation, Broward County, Florida) war ein US-amerikanischer Fußballspieler und -trainer. 

## Karriere
Hernan Borja wurde in Ecuador geboren und wanderte mit seiner Familie in die Vereinigten Staaten von Amerika aus. Dort besuchte er das New Jersey Institute of Technology, wo er in der Fußballmannschaft der Universität spielte. 1981 begann er bei New York Cosmos seine Profikarriere in der North American Soccer League (NASL). In seiner zweiten Saison gewann er mit dem Club die Meisterschaft. 1983 nahm die United States Soccer Federation in Absprache mit der NASL mit einer eigenen Mannschaft unter dem Namen Team America am Spielbetrieb teil. Diesem Team gehörte auch Borja an, jedoch stellte das Team einen neuen Negativrekord auf, woraufhin es schon ein Jahr später aufgelöst wurde. Borja kehrte für die Saison 1984 zurück zu Cosmos. Ein Jahr später beendete er seine NASL-Karriere mit 83 Spielen, 20 Toren und 24 Vorlagen.  
Borja widmete sich nun dem Hallenfußball. In der Major Indoor Soccer League spielte er für die Las Vegas Americans, die Wichita Wings und die Los Angeles Lazers. 1989 und 1990 war Borja den Sommer über an die Albany Capitals, die in der American Soccer League spielten, ausgeliehen. 

### Nationalmannschaft und Olympische Spiele
Am 21. März 1982 gab Borja sein Debüt in der US-amerikanischen Nationalmannschaft. Bei den Olympischen Sommerspielen 1984 in Los Angeles bestritt er alle drei Spiele und gehörte auch zum Kader bei den Panamerikanischen Spielen 1987. Nach seinem Karriereende 1992 im Profifußball gewann er im selben Jahr bei der Futsal-Weltmeisterschaft die Silbermedaille. Borja spielte noch bis 1995 für die Futsal-Nationalmannschaft der Vereinigten Staaten.